# Gosia Andrzejewicz
Gosia Andrzejewicz, nome d'arte di Małgorzata Andrzejewicz (Bytom, 14 gennaio 1984), è una cantante polacca.
Scoperta dal compositore italiano Goffredo Orlandi durante una vacanza a Firenze, ha ottenuto molto successo in Polonia con i singoli Pozwól żyć, Słowa, Trochę ciepła, Tylko mój e Na zawsze.

## Discografia
- 2004: Gosia Andrzejewicz
- 2006: Gosia Andrzejewicz Plus
- 2006: Lustro
- 2007: The Best of Gosia Andrzejewicz
- 2007: Zimno? Przytul mnie!
- 2009: Wojowniczka